# Anjali Sarvani
Kesavarajugari Anjali Sarvani (Hindi केसवरजुगरी अंजलि सरवानी; * 28. Juli 1997 in Kurnool, Indien) ist eine indische Cricketspielerin, die seit 2022 für die indische Nationalmannschaft spielt.

## Kindheit und Ausbildung
Sarvani betrieb zuvor Leichtathletik, bevor sie 2009 mit Gully-Cricket begann. Nachdem sie von lokalen Cricket-Funktionären gefragt wurde ob sie ein Cricket-Camp besuchen wolle wurde sie durch ihre Eltern überzeugt dieses anzunehmen. Nachdem sie Trials absolvierte fokussierte sie sich auf Cricket. Mit ihrer Mutter zog sie nach Hyderabad um bessere Bedingungen zu haben. So durchlief sie das System von Andhra.

## Aktive Karriere
Nachdem sie einen Vertrag für Railways konnte sie mit denen und der Central Zone jeweils einen Titel gewinnen, der sie für nationale Selektoren interessant machte. Ihr Debüt in der Nationalmannschaft gab sie in der WTwenty20-Serie gegen Australien im Dezember 2022. Kurz darauf wurde sie für den ICC Women’s T20 World Cup 2023 nominiert.